# Fisklösen (Kroppa socken, Värmland)
Fisklösen är en sjö i Filipstads kommun i Värmland och ingår i Göta älvs huvudavrinningsområde.